# Cloridrato de clorexidina
Cloridrato de clorhexidina ou cloridrato de clorexidina é um derivado guanidínico com ação bactericida que é adicionado à rações.